# ザイデル収差
ザイデル収差（ザイデルしゅうさ）は、幾何光学においてレンズや鏡で像をつくるときに生じるボケやゆがみなどの収差のうち、レンズにおいて単色収差すなわち色収差ではない単一の波長の光でも生じる収差で、近似計算において3次の項として説明できる収差を分類し説明したものである。名前は19世紀のドイツの研究者ルートヴィヒ・ザイデルにちなむ。5種類あることから「ザイデルの5収差」とも呼ばれる。

## 種類
ザイデル収差には以下の5種類がある。
球面収差
光学系において点を光源とする光線が光学系を通った後、焦点1点に収束せず前後にばらつく収差。
コマ収差
光軸外の1点を光源とする光が、像面において1点に集束しない収差。
非点収差
光軸外の1点を光源とする光が、レンズに対して同心円方向と直径方向で焦点距離がずれる収差。
像面湾曲
レンズの前側と後側で、レンズに平行な焦点面が平面から平面に対応しない、という収差。
歪曲収差
正しい方眼の物体を光学系により投影した時、像が正しい方眼にならない収差。
通常はこれらのすべての収差が複合して発生する。また、M像とS像での像面湾曲の度合いの違いが非点収差としてあらわれる、といったように、相互に関係している要素もある。これらはレンズ面に対する光線の入射角 {\displaystyle \alpha } に関して、スネルの法則を用いて光線の軌道を求める際に、sin α をテイラー展開した3次の項の係数としてそれぞれ表される。このため3次収差とも呼ばれる。
ザイデル収差は幾何光学的な分類方法だが、波動光学においても収差は波面収差として説明される。